# John Pulman
Herbert John Pulman (* 12. Dezember 1923 in Teignmouth, Devon; † 25. Dezember 1998 in Northampton, Northamptonshire), selten in der Schreibweise John Pullman, war ein englischer Snookerspieler. Der achtfache Sieger der Snookerweltmeisterschaft gilt als einer der bedeutendsten Spieler der Nachkriegszeit.
Pulman startete seine Profikarriere kurz nach dem Gewinn der English Amateur Championship 1946, konnte sich aber erst nach und nach gegen die damalige Weltspitze um Joe Davis und dessen Bruder Fred sowie Walter Donaldson durchsetzen. In den 1950er-Jahren siegte er zweimal beim News of the World Tournament und wurde 1955 und 1956 Vize-Weltmeister, ehe er gegen Jackie Rea die Snookerweltmeisterschaft 1957 gewann. Ein Mangel an Sponsoren, Preisgeldern und öffentlicher Aufmerksamkeit führte aber anschließend dazu, dass die Weltmeisterschaft und das Profisnooker zum Erliegen kamen. Zeitweise war Pulman nur einer von vier Profispielern und lebte weitgehend von kleinen Vorstellungen abseits des Profi-Snookers (Exhibitions). Erst 1964 kehrte die Weltmeisterschaft als Herausforderungsturnier zurück; Pulman als Titelverteidiger trat fortan gegen verschiedene Herausforderer an. In den nächsten vier Jahren verteidigte er sieben Mal erfolgreich den WM-Titel, bevor die Weltmeisterschaft ab 1969 wieder im K.-o.-System gespielt wurde und er seinen Titel verlor.
1970 wurde Pulman noch einmal Vize-Weltmeister, später folgten noch drei Finalteilnahmen bei kleineren Turnieren. Zunehmend glitt Pulman aber in die zweite Reihe ab, die Weltspitze wurde nun von aufstrebenden Spielern wie Ray Reardon, John Spencer und Alex Higgins bestimmt. Nach einer Privatinsolvenz 1979, nachlassender Freude am Spiel und einem schweren Verkehrsunfall 1981 beendete er 1982 seine Laufbahn als aktiver Spieler. Stattdessen intensivierte Pulman seine zweite Karriere als TV-Kommentator, die er bereits in der Spätphase seiner Spielerkarriere gestartet hatte. In den nächsten Jahren kommentierte er diverse Spiele bei Profiturnieren und galt als einer der führenden Snooker-Kommentatoren der damaligen Zeit; beim TV-Publikum war er für seine angenehme, tiefe Stimme beliebt. Nach seinem Tod 1998 wurden Pulmans Leistungen als achtfacher Weltmeister hervorgehoben, als einer der „Gründungsväter des Snookers“ sei er aber vor allem mit daran beteiligt gewesen, den Sport in den schwierigen 1950er- und 1960er-Jahren überhaupt weiterzuführen. 2011 wurde er als eine der ersten Personen in die Snooker Hall of Fame aufgenommen.

## Karriere

### Anfänge
John Pulman wurde Mitte Dezember 1923 im kleinen Fischerort Teignmouth im englischen Devon an der Küste des Ärmelkanals geboren. Sein voller Name lautete Herbert John Pulman, selten findet sich für den Nachnamen auch die Schreibweise Pullman. Pulmans Vater gehörte in Teignmouth eine Bäckerei und ein Süßwarenladen. 1929 zog die Familie nach Plymouth um, wo sein Vater eine Billardhalle erwarb, die lediglich aus zwei Billardtischen bestand. Später zog er mit seiner Familie nach Exeter, wo sein Vater einen Snookerclub erworben hatte. Pulman besuchte dort die Exeter Episcopal School und gewann zu dieser Zeit Meisterschaften im Schwimmen und vertrat die Provinz in Wasserballwettkämpfen. Ein weiteres sportliches Hobby war das Billard, das er in einem der Clubs seines Vaters kennengelernt hatte. Zunächst konzentrierte er sich auf das English Billiards, eine damals recht populäre Variante. Seine erste Partie darin spielte er mit neun Jahren, schon drei Jahre später konnte er einhundert Punkte in einer Aufnahme erzielen. 1938 nahm er an den britischen Juniorenmeisterschaften teil. Später spielte er vorrangig Snooker, eine weitere Billardvariante, in der er ebenfalls Talent zeigte.
Während des Zweiten Weltkriegs arbeitete Pulman zeitweise in einer militärischen Flugzeugfabrik für die Produktion der Supermarine Spitfire. Einige Zeit war er auch als Beamter in der Inland Revenue tätig, einer britischen Steuerbehörde. Danach konzentrierte er sich wieder auf seine sportliche Karriere. Als damals noch weitgehend unbekannter Snookerspieler gewann er 1946 gegen Albert Brown die English Amateur Championship. Mit 22 Jahren war er der bis dahin jüngste Turniersieger in der Geschichte der Meisterschaft. Anschließend ermutigte ihn der damals führende Snookerspieler Joe Davis, Profispieler zu werden. Davis war nicht nur Pulmans Vorbild, sondern vermittelte dem jungen Spieler auch den Kontakt zu dem Bristoler Bäcker und Süßwarenhändler Bill Lampard, der Pulman einen Sponsorenvertrag anbot. Pulman durfte so in Lampards Haus einziehen und das dortige Billardzimmer als Trainingsort nutzen. Zu seinem ersten Manager wurde der spätere langjährige TV-Kommentator Ted Lowe. Mit diesem Rückhalt wurde Pulman noch 1946 Profispieler. Neben Albert Brown und Rex Williams war er damals einer der wenigen neuen Profispieler. Brown wechselte zusammen mit Pulman ins Profilager, Williams folgte wenige Jahre später. Im Rahmen der Ausgabe 1947 debütierte er bei der professionellen Snookerweltmeisterschaft, verlor aber sein Auftaktspiel gegen Albert Brown. Kurz danach entwickelte er eine Sehschwäche, weshalb er fortan beim Spielen eine Brille tragen musste.

### 1950er und 1960er: Weltspitze und Weltmeister
Das damalige Profisnooker bestand im Wesentlichen aus der Snookerweltmeisterschaft sowie vereinzelten anderen Turnieren. Insgesamt war die Anzahl der Profiturniere damals aber deutlich geringer als in modernen Zeiten, auch die Zahl der Profispieler war wesentlich kleiner. Bald gelangen Pulman erste Erfolge: 1948 wurde er Zweiter beim Sunday Empire News Tournament, in den 1950er-Jahren gewann er zweimal das News of the World Tournament, zweimal belegte er Platz zwei. Bei der Weltmeisterschaft schied er viermal im Halbfinale des Turnieres aus und kam dann 1955 und 1956 bis ins Finale, wo er dem damals dominierenden Spieler Fred Davis unterlag. Als Davis an der Ausgabe 1957 nicht teilnahm, konnte Pulman im dritten Anlauf mit einem Sieg über den Nordiren Jackie Rea doch noch das WM-Endspiel gewinnen und wurde so professioneller Snooker-Weltmeister. War er davor hinter Fred Davis und dem zweifachen Weltmeister Walter Donaldson noch Teil der zweiten Reihe des Profisnookers, so gelang ihm mit dem WM-Gewinn endgültig der Durchbruch in die damalige Weltspitze, zumal Donaldson etwa zeitgleich seine Karriere beendete.
Pulmans Sprung an die Weltspitze fiel jedoch in eine Zeit, in der das Profisnooker an einem historischen Tiefpunkt angekommen war. Durch mangelndes öffentliches Interesse und fehlende Sponsoren kam der aktive Spielbetrieb zum Erliegen; laut der Datenbank CueTracker wurde von 1959 bis 1963 nicht ein einziges Profiturnier ausgetragen. Selbst die Weltmeisterschaft wurde nach der Ausgabe 1957 zunächst eingestellt, sodass Pulman mehrere Jahre lang amtierender Weltmeister blieb, ohne ein Spiel bestreiten zu müssen. Tatsächlich war er nur noch einer von vier verbliebenen Profispielern, neben Fred Davis, Jackie Rea und Rex Williams, einem auch im English Billiards profilierten, aufstrebenden Engländer. Keiner von ihnen konnte unter diesen Verhältnissen vom professionellen Snooker leben. Einnahmen generierten nur kleinere Vorstellungen, sogenannten Exhibitions, die sie im ganzen Land und besonders in den britischen Ferienresorts vor Publikum gaben. Erst 1964 wurde die Weltmeisterschaft in einem Herausforderungsmodus wiederbelebt, bei dem Pulman als Titelverteidiger gesetzt war.
Innerhalb der nächsten vier Jahre wurde Pulman insgesamt siebenmal von verschiedenen Spielern um den Weltmeistertitel herausgefordert und konnte jedes Spiel gewinnen. Jeweils einmal siegte er gegen den unbekannten Südafrikaner Freddie van Rensberg und den aufstrebenden Australier Eddie Charlton. Zwei weitere Male unterlag ihm Rex Williams als Herausforderer. Eine der Partien gegen Williams wurde als Tournee durch Südafrika ausgetragen, deren Spiele in der lokalen Bevölkerung häufig wenig Aufmerksamkeit bekamen. Eines der geplanten Spiele ersetzten Davis und Williams deshalb einvernehmlich durch einen Münzwurf. Insgesamt dreimal siegte er in dieser Zeit gegen Fred Davis, der später als sein „größter Rivale“ galt. Besonders das zweite Aufeinandertreffen der beiden im März 1965 im Modus Best of 73 Frames war eine knappe und ausgeglichene Partie, an deren Ende Davis mit 36:35 in Führung lag. Pulman konnte jedoch die nächsten beiden Frames für sich entscheiden und so seinen Titel doch noch verteidigen. Später würdigte Pulman Davis öffentlich als „größten Wettkämpfer“ des damaligen Snookers. Trotz seiner nun acht Weltmeistertitel verdiente Pulman nie ansatzweise so viel wie ein vergleichbarer Spieler der modernen Zeit, zumal er auch nicht an anderen Profiturnieren teilnehmen konnte, da sich das damalige Profisnooker immer noch weitgehend auf die Weltmeisterschaft beschränkte.

### Zweite Reihe in den 1970er-Jahren und Karriereende 1982
Der Umbruch im professionellen Snooker hin zu modernen Verhältnissen setzte ab 1969 ein, unterstützt durch verschiedene Faktoren wie dem Start der beliebten BBC-Snookerturnier-Serie Pot Black. Mehr mediale und öffentliche Aufmerksamkeit führten nicht nur zu mehr Turnieren und höheren Preisgeldern, sondern auch zu neuen Profispielern. 1969 kehrte auch die Weltmeisterschaft ins übliche K.-o.-System zurück. Die Modusänderung hin zu einem größeren Turnier mit mehr Teilnehmern und mehr Spielen war durch den Einstieg der Zigarettenmarke Player’s No. 6 als Turniersponsor möglich geworden. Das Unternehmen hatte zuvor schon Pulmans WM-Duell mit Eddie Charlton und eine Exhibition-Tour mit Pulman finanziert, was die Marke vom finanziellen Einstieg in die Snookerweltmeisterschaft überzeugt haben soll. Bei der ersten WM-Austragung im alten Format, der Snookerweltmeisterschaft 1969, verlor Pulman gegen John Spencer schon sein Auftaktspiel im Viertelfinale und damit auch seinen Weltmeistertitel. Bei der Ausgabe des nächsten Jahres erreichte er zwar noch einmal das WM-Finale, unterlag aber dem Waliser Ray Reardon, der somit seinen ersten von insgesamt sechs WM-Titeln gewann. In den nächsten Jahren zeigte sich immer deutlicher, dass Pulman unter den sich wandelnden Verhältnissen nicht mehr so dominierend wie in den 1960er-Jahren war und nur noch schwer mit den neuen aufstrebenden Spielern wie Spencer, Reardon und Alex Higgins mithalten konnte. Ein Unfall im Oktober 1972 schränkte zudem Pulmans Spiel für einige Zeit ein, auch wenn er sich von den Verletzungen nach und nach erholen konnte.
In den nächsten Jahren prägten deshalb häufig Achtel- und Viertelfinalniederlagen Pulmans Resultate. Bei der Weltmeisterschaft stand er bei der Ausgabe 1977 noch ein Mal in einem WM-Halbfinale und konnte die Partie gegen John Spencer sogar lange offenhalten. Am Ende verlor er aber mit 16:18 und verpasste so einen weiteren Finaleinzug. Bei den mittlerweile etablierten anderen Profiturnieren konnte er nach 1970 immerhin noch dreimal ein Endspiel erreichen, verlor aber jeweils. Zu diesen neuen Turnieren gehörten zum Beispiel der Pot Black oder das Masters, die Pulman somit nie gewann. Auf der Mitte der 1970er eingeführten Snookerweltrangliste belegte er ebenso nie einen der vorderen Plätze, wenngleich er während der 1970er stets in den Top 16 geführt wurde. Seine beste Platzierung war Rang 7 während der Saison 1977/78. Unterdessen hatte Pulman, der in der Snooker-Welt auch unter dem Spitznamen Pully bekannt war, mehrmals an den Pontin’s-Amateurturnieren wie den Pontins Spring Open teilgenommen. Dabei handelte es sich um in den Ferienresorts des Unternehmens ausgetragene Amateurturniere, die meist auch Profispielern offen standen. Aber auch hier gelang ihm nie ein nennenswerter Erfolg. Nebenher beteiligte er sich über den professionellen Weltverband World Professional Billiards & Snooker Association (WPBSA) an der Organisation des Sportes.
Am Ende der 1970er-Jahre kamen zum spielerischen Niedergang Probleme in seinem Privatleben hinzu. So ließen sich seine Frau und er nach 25 Jahren Ehe scheiden. Daraufhin zog er 1979 in ein Hotel und musste schließlich Privatinsolvenz anmelden. Der Snooker-Journalist Clive Everton schrieb später in seiner Autobiografie, Pulman habe ihm Erlösanteile an einem gemeinsam geschriebenen Buch geschuldet, die Everton anwaltlich eingefordert habe, wodurch er Pulmans Privatinsolvenz ausgelöst habe. Er habe jedoch nichts von Pulmans finanziellen Schwierigkeiten gewusst und wäre ihm nach eigener Angabe im anderen Falle „entgegengekommen“. Vor diesem Hintergrund verschlechterten sich Pulmans Ergebnisse noch weiter, frühe Niederlagen nahmen nun immer mehr zu. Zwischen dem Pontins Professional 1978 und der Yamaha Organs Trophy 1981 gewann er knapp zweieinhalb Jahre lang kein einziges Profispiel. Das spiegelte sich auch auf der Weltrangliste wider, auf der er ab Ende der 1970er-Jahre nach und nach abrutschte. Erschwerend kam ein Verkehrsunfall in London dazu, bei dem er 1981 erhebliche Verletzungen erlitt. Anschließend musste er sechs Monate im Krankenhaus behandelt werden. Schließlich zog sich Pulman zu Beginn der Saison 1981/82 vom aktiven Spiel zurück, bevor er 1982 seine Karriere auch offiziell beendete. Als Grund führte er zunächst die gesundheitlichen Folgen des Unfalls an, räumte aber später ein, schon vorher die Freude am Profisnooker verloren zu haben. Der Unfall sei am Ende Glück und Unglück und ein willkommener Vorwand für das Karriereende gewesen.

### TV-Kommentator und Tod
Auch nach dem Ende seiner Spielerkarriere blieb Pulman dem Snooker verbunden. Schon während der letzten Jahre seiner aktiven Laufbahn hatte er hin und wieder als TV-Kommentator für Snookerspiele gearbeitet, vorrangig zunächst für die BBC, aber auch für den schottischen Kanal STV (Scottish Television). Unter anderem hatte er einige Spiele der Snookerweltmeisterschaft 1980 kommentiert. In den folgenden Jahren wurde er von ITV verpflichtet und steuerte unter anderem Beiträge für deren Programm World of Sport bei. Auch für die irische Raidió Teilifís Éireann kommentierte er Snookerspiele. Alsbald gehörte er zu den beliebtesten TV-Kommentatoren der britischen Inseln. Allein für den Zeitraum von 1981 bis 1991 verzeichnet das British Film Institute knapp 40 Sendungen mit Pulman als Kommentator, darunter verschiedene wichtige Spiele bei professionellen Turnieren mit Einfluss auf die Snookerweltrangliste (Ranglistenturniere). Noch im Frühjahr 1998 kommentierte er Spiele des Irish Masters, wo er lange Zeit als Stammkommentator fungiert hatte.
Privat lebte Pulman mit seiner neuen Lebensgefährtin im englischen Northampton. Mitte Dezember 1998 stürzte er auf der Treppe in seinem Haus und zog sich dabei schwere Verletzungen zu. Da seine Freundin nicht zu Hause war, bemerkte fast einen Tag lang niemand seinen Unfall. Später wurde er in ein Krankenhaus eingeliefert, wo er an Weihnachten, dem 25. Dezember 1998, im Alter von 75 Jahren starb. Die Irish Times berichtete hingegen, dass er in Nottingham am 26. Dezember verstarb. Er hinterließ drei Kinder und zum Zeitpunkt seines Todes sieben Enkelkinder.

## Spielweise
Pulmans Handhabe mit dem Queue (cueing action) wurde vom Journalisten Trevor Baxter als „einwandfrei“ und vom dreifachen Weltmeister John Spencer als „eine der besten“, die er je gesehen habe, bezeichnet. Der zweifache, beim Publikum beliebte Weltmeister Alex Higgins beschrieb Pulman als „Taktiker“, der „das Tempo aus dem Spiel nehmen wollte, indem er seine Stöße langsam und ruhig anging“, um bei seinem Gegner Unbehagen auszulösen. Higgins gibt an, Pulman sei sein „Idol“ und während seiner gesamten Karriere ein Vorbild gewesen, sowohl hinsichtlich seiner Spielweise wie auch seinem Aussehen. Die Autoren Luke Williams und Paul Gadsby beschrieben Unterschiede in Pulmans Spielweise, je nach Phase seiner Karriere. In der Frühphase seiner Laufbahn habe er einen aggressiven, energischen Spielstil gepflegt wie ihn später Alex Higgins und Jimmy White bekannt machten, während er in den 1960er-Jahren „ein außergewöhnlicher Wettkämpfer mit einem abgerundeten Attacken- und Verteidigungsarsenal“ gewesen sei. Erst in der Spätphase seiner Karriere in den 1970er-Jahren habe Pulman ein „beeindruckendes“ Safety-Spiel entwickelt. Eine Besonderheit war Pulmans Körperhaltung beim Spiel, denn er verlagerte mehr Gewicht als üblich auf seinen hinteren Fuß und stellte seine beiden Füße nah beieinander. Der Hintergrund war Pulmans Größe; mit knapp 1,88 Metern war er für einen Snookerspieler vergleichsweise groß und musste deshalb die übliche Körperhaltung anpassen. Pulman galt zudem allgemein als selbstkritisch-analytischer Spieler.
1965 veröffentlichte Pulman einen eigenen Ratgeber zur Spielweise und -technik. Das Buch namens Tackle Snooker This Way beinhaltete verschiedenste Kapitel zu bestimmten Stoßarten, Techniken und Taktiken. Unter anderem empfahl Pulman in Hinblick aufs Breakbuilding, nicht immer nur die am meisten Punkte bringende Schwarze als nächste Kugel nach einer Roten anzuvisieren, sondern die am einfachsten zu lochende Kugel. Damit könne man im Endeffekt mehr gewinnen als mit riskanten Stößen, um eine gute Stellung auf Schwarz zu erreichen. Bis hinein in die 1980er-Jahre erschienen mehrere Neuauflagen des Werkes, teils auch unter der Kurzform Tackle Snooker. Der Snooker-Journalist Clive Everton überarbeitete das Werk nach eigenen Angaben in den 1970er-Jahren für eine Neuauflage. Pulman selbst sah Präzision als entscheidendes Element einer erfolgsbringenden Spielweise an. Als das beste Spiel seiner Karriere betrachtete er das Finale der English Amateur Championship 1946.
Die Datenbank CueTracker verzeichnet auf professioneller Ebene für Pulman insgesamt 18 Century Breaks, als höchstes Break seiner Karriere gibt sie ein 130er-Break bei den Canadian Open 1975 an. Der Journalist Trevor Baxter schrieb im Independent, Pulman habe während seiner Karriere ein 146er-Break erzielt, es aber verpasst, ein Maximum Break (147 Punkte) zu spielen. Der Snooker-Historiker Chris Turner enthält sich wiederum wohl aufgrund der Datenlage für die frühen Jahre des Snookers einer konkreten Angabe zum höchsten Break Pulmans.

## Einordnung
In der fachlichen Bewertung werden Pulmans Leistungen oftmals vor dem Hintergrund des damaligen Zustandes des professionellen Snookers betrachtet. So schrieb der Snooker-Historiker Chris Turner 2009, dass es Pulman unmöglich gewesen sei, „aus seinen Fähigkeiten in größeren Maße Kapital zu schlagen“, da er den Höhepunkt seiner Karriere in den Jahren des Niedergangs des Snookers erreicht habe. Eine identische Einschätzung veröffentlichte World Snooker auf ihrer Website. Auch die Times ordnete Pulman in ihrem Nachruf ähnlich ein. Luke Williams und Paul Gadsby schrieben, nur wenige hätten sich so „abgemüht für so wenig Preisgeld“, doch Pulman habe „Hingabe und Liebe“ für den Snookersport verspürt. Die Datenbank CueTracker gibt für Pulmans gesamte Karriere gerade einmal 12.501 £ an gewonnenen Preisgeldern an, also eine Summe, die (nicht inflationsbereinigt) in modernen Zeiten fast alle Profispieler in nur einer Saison gewinnen.
Trevor Baxter hob in seinem Nachruf im Independent hervor, dass Pulman abgesehen von Joe Davis der einzige Snooker-Weltmeister gewesen sei, der seinen Titel elf Jahre halten konnte. Er schränkt aber ein, dass die damaligen Verhältnisse im Profisnooker einen Vergleich zu heutigen Zeiten deutlich erschweren würden. Der Autor Elliott West betitelte sein Pulman-Porträt 2021 mit „der vergessene Weltmeister“ (The Forgotten Champion), da Pulmans Name in der Fachdiskussion selten genannt werde. Dabei sei er „während der 1950er und 1960er ein Fahnenträger des Sportes“ und ein „Botschafter des Sportes in dessen wilden Jahren“ gewesen. Spieler wie er „halfen, Snooker durch die geringe Popularität der damaligen Zeit zu manövrieren und die Grundlagen für den modernen Sport zu legen“. Das britische Boulevardblatt The Sun zählte Pulman 2022 neben Joe und Fred Davis zu den „Gründungsvätern des Snookers“, der Autor Dean P. Hayes nannte ihn 2004 einen „der Pioniere des Sportes“. Er sei mitverantwortlich dafür gewesen, dass der Sport die 1950er und 1960er überstanden habe. Luke Williams und Paul Gadsby schrieben, Pulman habe schon während der Spätphase seiner Karriere als „geschätzter Elder Statesman“ des Snookers gegolten. Auch Chris Turner schließt sich dem an und nennt Pulman „eine[n] der Größen des Sports in der Zeit um den Zweiten Weltkrieg“.
Clive Everton diskutierte in seiner Autobiographie Black Farce and Cue Ball Wizards Pulmans Kommentatorentätigkeit. Er habe „die Stimme, die Autorität und natürlich das Wissen gehabt, um den Job gut zu machen“, „Präsenz“ ausgestrahlt und immer „einen netten, witzigen Spruch“ auf Lager gehabt. Everton kritisierte ihn jedoch insofern, dass Pulman dazu geneigt habe, die Anstellung als Kommentator „mehr als sein Anrecht als eine Arbeit anzusehen“. Als Kommentator war Pulman allgemeinhin für sein umfangreiches Fachwissen, sein als ungezwungen empfundenen Stil mit beiläufig eingestreuten Witzen und seine als klangvoll und tief beschriebene Stimme bekannt. Dennis Taylor, der selbst als TV-Kommentator tätig gewesene Weltmeister von 1985, sah sogar Pulman als „überlegen“ gegenüber dem langjährigen Kommentator Ted Lowe („Voice of Snooker“) an, da Pulmans Stimme „wunderbar“ gewesen sei. Seine „geschmeidige“ Stimmlage wurde mitunter auf seinen regelmäßigen Whiskykonsum zurückgeführt. Der deutsche Journalist Carsten Scheele schrieb 2016, insgesamt betrachtet habe Pulman „dem Snookersport viel gegeben“. 1993 wurde Pulman von der Snooker Writer’s Association für seine Verdienste um den Snookersport ausgezeichnet, 2011 folgte die Aufnahme in die damals gerade erst gegründete Snooker Hall of Fame.
Zu Pulmans Persönlichkeit schrieb die Times, er sei einer der „liebenswertesten und am längsten präsenten“ (endearing and enduring) Snooker-Persönlichkeiten und ein „sportlicher Gentleman von einem Schlag, der langsam in der Geschichte“ verblasse, gewesen und habe immer „einen Hauch von Stil zu allem, was er gemacht hat, eingebracht“. Der Independent nennt ihn wiederum einen „humorvollen Erzähler und Bonvivanten der Snooker-Welt, sowohl während seiner aktiven Karriere als Spieler als auch danach.“ Luke Williams und Paul Gadsby hoben Pulmans hochwertigen Kleidungsstil hervor. Dean P. Hayes nannten ihn „einen der wahrhaft größten Charaktere des Snookers und einen der großherzigsten“. Der damalige Vorsitzende des professionellen Weltverbandes Rex Williams würdigte Pulman nach dessen Tod als „Superstar und liebenswerten Mann“, der „alles mit Würde“ getan habe und ein „großartiger Erzähler“ gewesen sei.

## Erfolge
| Ausgang         | Jahr | Turnier                       | Finalgegner          | Ergebnis     |
| --------------- | ---- | ----------------------------- | -------------------- | ------------ |
| Amateurturniere |      |                               |                      |              |
| Sieger          | 1946 | English Amateur Championship  | Albert Brown         | 6:2          |
| Profiturniere   |      |                               |                      |              |
| Zweiter         | 1948 | Sunday Empire News Tournament | Joe Davis            | Gruppenphase |
| Zweiter         | 1951 | News of the World Tournament  | Alec Brown           | Gruppenphase |
| Sieger          | 1954 | News of the World Tournament  | Joe Davis            | Gruppenphase |
| Zweiter         | 1955 | Snookerweltmeisterschaft      | Fred Davis           | 35:38        |
| Zweiter         | 1956 | Snookerweltmeisterschaft      | Fred Davis           | 35:38        |
| Sieger          | 1957 | News of the World Tournament  | Fred Davis           | Gruppenphase |
| Sieger          | 1957 | Snookerweltmeisterschaft      | Jackie Rea           | 39:34        |
| Zweiter         | 1958 | News of the World Tournament  | Fred Davis           | Gruppenphase |
| Sieger          | 1964 | Snookerweltmeisterschaft      | Fred Davis           | 19:16        |
| Sieger          | 1964 | Snookerweltmeisterschaft      | Rex Williams         | 40:33        |
| Sieger          | 1965 | Snookerweltmeisterschaft      | Fred Davis           | 37:36        |
| Sieger          | 1965 | Snookerweltmeisterschaft      | Rex Williams         | 25:22        |
| Sieger          | 1965 | Snookerweltmeisterschaft      | Freddie van Rensberg | 39:12        |
| Sieger          | 1966 | Snookerweltmeisterschaft      | Fred Davis           | 5:2          |
| Sieger          | 1968 | Snookerweltmeisterschaft      | Eddie Charlton       | 39:34        |
| Zweiter         | 1970 | Snookerweltmeisterschaft      | Ray Reardon          | 33:37        |
| Zweiter         | 1973 | Norwich Union Open            | John Spencer         | 7:8          |
| Zweiter         | 1975 | Canadian Open                 | Alex Higgins         | 7:15         |
| Zweiter         | 1977 | Pontins Professional          | John Spencer         | 5:7          |

## Werke
- John Pulman: Tackle Snooker This Way. Stanley Paul & Co., London 1965.